# Амурское ПМЭС
Амурское предприятие магистральных электрических сетей (Амурское ПМЭС) - старейшее предприятие в системе магистральных электрических сетей Востока. Решение о создании предприятия,  как одного из структурных подразделений МЭС Востока (созданы в 1997 году, как межсистемные электрические сети Востока, а с 2002 года переименованы в магистральные электрические сети Востока), и передаче в его эксплуатацию сетевых объектов 500 кВ, расположенных в Амурской области, было принято РАО «ЕЭС России»  осенью 1997 года. С ноля часов 1 марта 1998 года в эксплуатационное обслуживание МЭС Востока были приняты 350 километров линии электропередачи 500 кВ «Амурская – Хабаровская» и «Зейская ГЭС – Амурская», а также первая на Дальнем Востоке подстанция класса напряжения 500 кВ – «Амурская», ранее входящие в состав АО «Амурэнерго».  Этот день по праву считается днем создания Амурского ПМЭС. 
Сегодня Амурское ПМЭС входит в состав  ПАО «ФСК ЕЭС»  и осуществляет эксплуатацию линий электропередачи (ЛЭП) и подстанций (ПС) напряжением 220 и 500 кВ в Амурской области и на юге Республики Саха (Якутия).
Из 35 предприятий магистральных электрических сетей (ПМЭС) по всей стране Амурское ПМЭС занимает первое место по общей протяженности ЛЭП — 10 548 км, а также первое место по количеству подстанций — 47 шт. общей трансформаторной мощностью 5 215 МВА .
В эксплуатации ПМЭС находятся межгосударственные воздушные линии (ВЛ): ВЛ 220 кВ «Благовещенская – Хэйхэ» длиной 26,7 км, которая работает на напряжении 110 кВ, двухцепная ВЛ 220 кВ «Благовещенская — Айгунь» длиной 26,6 км, ВЛ 500 кВ "Амурская – Хэйхэ" длиной 155,1 км; 47 подстанций напряжением 220—500 кВ.
Самая крупная подстанция, обслуживаемая Амурским ПМЭС — ПС 500 кВ "Амурская". Расположена вблизи города Свободный Амурской области. В этом же городе до 2014 года располагалось и само ПМЭС, сейчас ПМЭС базируется в областном центре —  городе Благовещенск. ПС 500 кВ "Амурская" осуществляет прием и распределение электроэнергии от Бурейской ГЭС и Зейской ГЭС, входящих в десятку крупнейших электростанций России, потребителям Амурской области, Хабаровского края, Еврейской автономной области, а также на экспорт в Китай ( к подстанции подключен межгосударственный транзит 500 кВ «Амурская – Хэйхэ»).
Мощность ПС 500 кВ "Амурская" составляет 1130 МВА. От ее надежной работы зависит электроснабжение космодрома «Восточный», объектов Транссибирской железнодорожной магистрали, трубопроводных систем «Сила Сибири» и «Восточная Сибирь – Тихий океан». 
Директор Амурского ПМЭС с 2010 по 2017 гг. - Дорошков Александр Геннадьевич.
Директор Амурского ПМЭС с 2017 по 2021 гг. -  Кривошеев Александр Викторович.
С августа 2021 г. директором Амурского ПМЭС назначен Коваленко Степан Анатольевич.

## Производственные показатели
В эксплуатации Амурского ПМЭС находятся 10 548 км линий электропередачи напряжением 220—500 кВ и межгосударственная линия 110 кВ протяженностью 51 км, 47 подстанций напряжением 220—500 кВ общей трансформаторной мощностью 5 215 МВА.